# Proeysenburch
Proeysenburch is een gemeentelijk monument in het centrum van de Nederlandse stad Utrecht. Oorspronkelijk was het een middeleeuws voornaam stenen huis/stadskasteel.
Reeds in de 14e eeuw stond er aan de huidige Oudegracht 127 (-129?) het huis Proeysenburch dat in bezit was van de familie Proys. Hoewel de naam kan doen vermoeden dat de familie uit Pruisen (Duits: Preussen, uitgesproken als 'Proisen') in Noord-Duitsland afkomstig is, stamden zij af van het Zuid-Duitse adelsgeslacht Von Preysing uit het Beierse Langenpreising. Daar functioneerden zij als ministerialen – adviseurs van onder andere bisschoppen en koningen – en hoogstwaarschijnlijk zijn een of meerdere Proysen in Utrecht terechtgekomen als ministerialen van de bisschop van Utrecht. Tegen de 14e eeuw vormden de Proysen een Utrechtse patriciërsfamilie met machtige leden die belangrijke posities innamen en een belangrijke rol speelden in de handel. Onder hen bevond zich in het eerste kwart van de 15e eeuw als eigenaar van Proeysenburch Beernt Proys. In 1425 was hij burgemeester van Utrecht en werd in een tijdsgewricht van grote turbulente stadspolitiek, bekend als het Utrechts Schisma, hier in zijn bed vermoord.
In het laatste kwart van de 19e eeuw is het complete voorhuis vernieuwd. Het achterhuis kreeg in die eeuw aanpassingen. In het pand zijn nog middeleeuwse delen aanwezig en het heeft tevens nog de huisnaam Proeysenburch. Bij het huis hoort een werfkelder

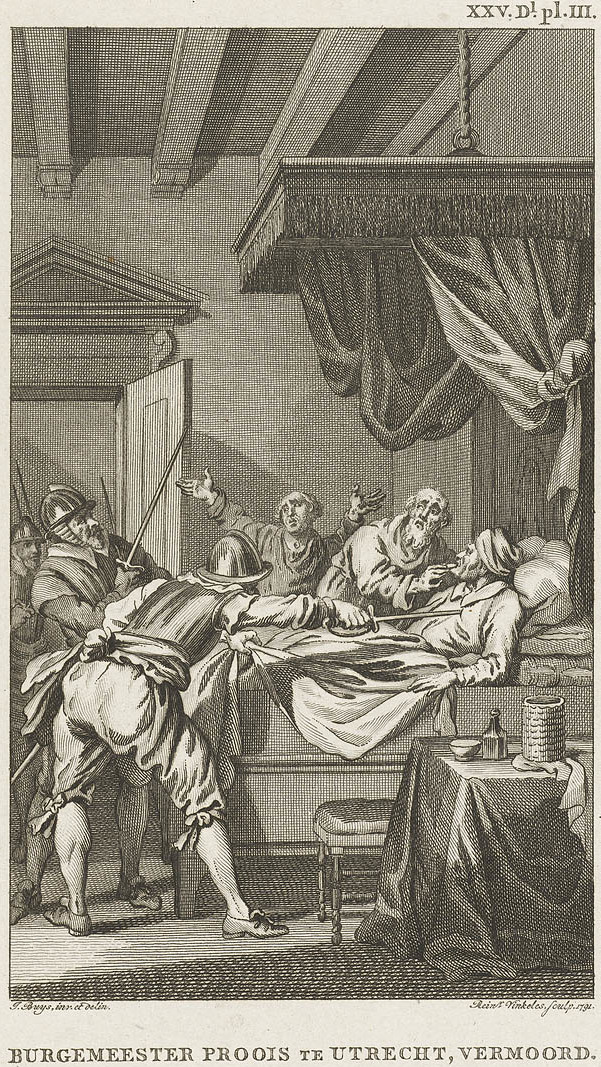
18e-eeuwse voorstelling van Reinier Vinkeles en Jacobus Buys met de moord op Beernt Proys.